# Dolerocypria fastigata
Dolerocypria fastigata är en kräftdjursart som beskrevs av Tressler 1937. Dolerocypria fastigata ingår i släktet Dolerocypria och familjen Candonidae. Inga underarter finns listade i Catalogue of Life.